# توماس جيفرسون بيج
توماس جيفرسون بيج (بالإسبانية: Thomas Jefferson Page)‏ هو دبلوماسي وضابط أرجنتيني، ولد في 1816 في Rosewell (plantation) ‏ في الولايات المتحدة، وتوفي في 23 أكتوبر 1899.